# The land of ghosts 3
The land of ghosts 3 is een ep van Karda Estra. Het is een derde ep in een reeks van drie met tracks die eerder verspreid werden uitgegeven. Tracks 1 verscheen op een verzamelalbum van Cyclops Records uit 2003, track 2 op een uitgave uit 2006 en track 3 van het album The tales of Edgar Allan Poe uit 2010. Track 4 is nieuw.

## Musici
- Richard Wileman, alle muziekinstrumenten

Behlave
- Zoë King, Zoë Josey- saxofoon (1, 2), dwarsfluit (1, 2, 4), klarinet (2)
- Ileesha Bailey – zang (1,2)
- Helen Dearnley – viool (2, 3)
- Mike Ostime – trompet (3)
- Mary Alexander – cello (3)
- Jemina Palfreyman – tuba (3)
- Amy Hedges – klarinet (3)
- Debbie Wolfsohn – altviool (3)

## Muziek
| Nr. | Titel                    | Duur |
| --- | ------------------------ | ---- |
| 1.  | The projected future     | 4:29 |
| 2.  | The alpha and the omega  | 7;10 |
| 3.  | The pit and the pendulum | 8:12 |
| 4.  | Entropic creep           | 1:05 |